# Geotextiel

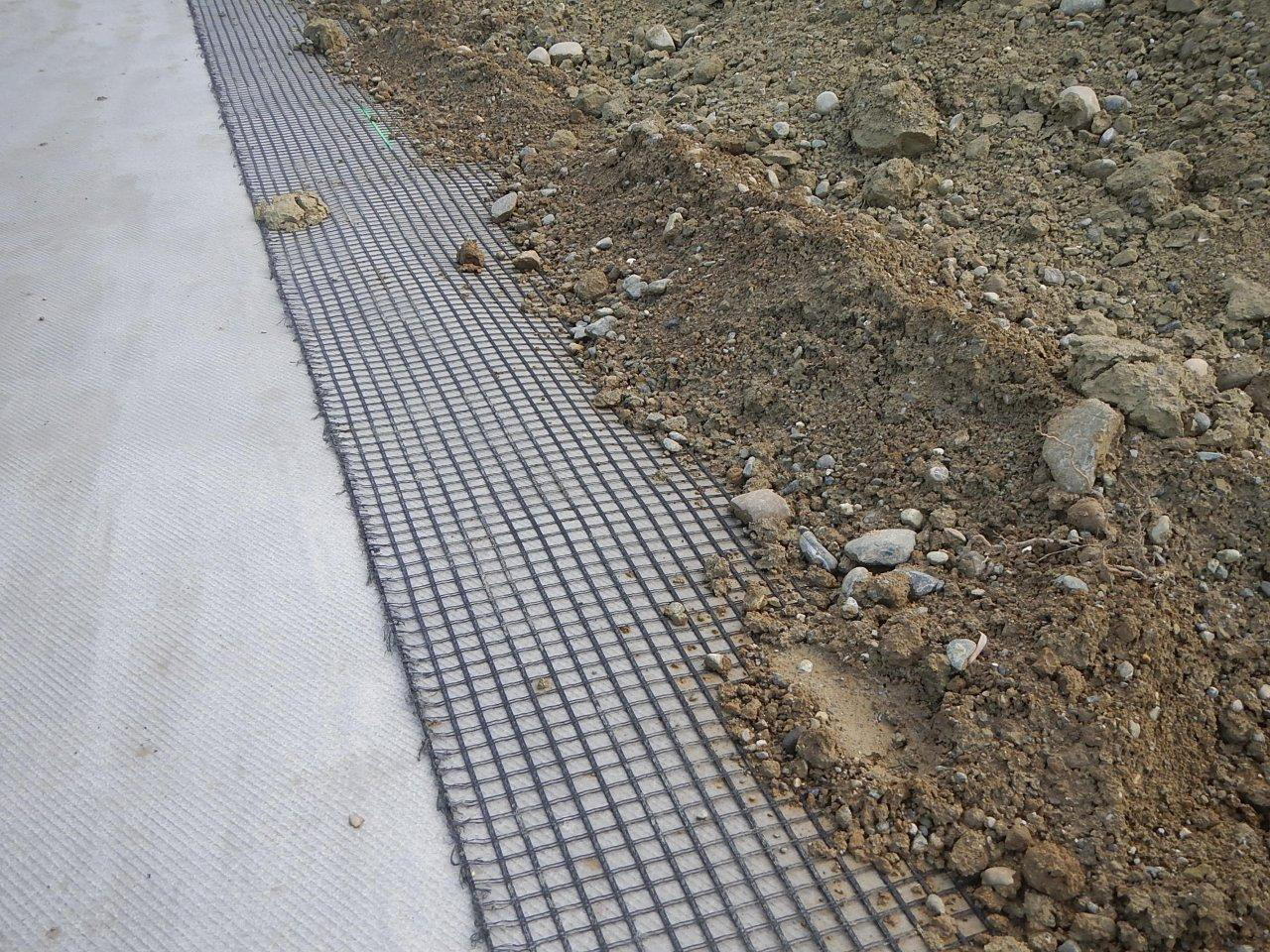
Geotextielen tussenlaag in de afdekking van een oude vuilnisbelt

Geotextiel is doorlaatbaar textiel dat gebruikt wordt in combinatie andere materialen bij vooral water- en wegenbouwkundige toepassingen. Het kan naar wijze van fabricage onderverdeeld worden in geweven, niet-geweven en gebreid. 
De meest gebruikte grondstoffen om geotextiel te vervaardigen zijn polypropeen en polyester, maar ook andere kunststoffen zoals polyetheen, nylon en glasvezel zijn bruikbaar. In situaties waarbij het gewenst is dat de materialen biologisch afbreekbaar zijn wordt jute, hennep of kokos gebruikt.

## Functies
Omdat het textiel water doorlaatbaar is, is het toe te passen als filter-, drainage- of scheidingsmateriaal. Ook wordt geotextiel gebruikt vanwege de capillaire werking. Aangezien het ook een zekere sterkte heeft en krachten kan opvangen, wordt het ook gebruikt als beschermings-, verpakkings- of versterkingslaag. Geotextiel wordt ook gebruikt als wapening van fundering met het oogmerk de mechanische eigenschappen van grond of een ander mineraal aggregaat te verbeteren. De gebruiksmogelijkheid is afhankelijk van het type textiel. Vaak worden de materialen specifiek ontworpen voor een bepaald doel.

### Funderingswapening

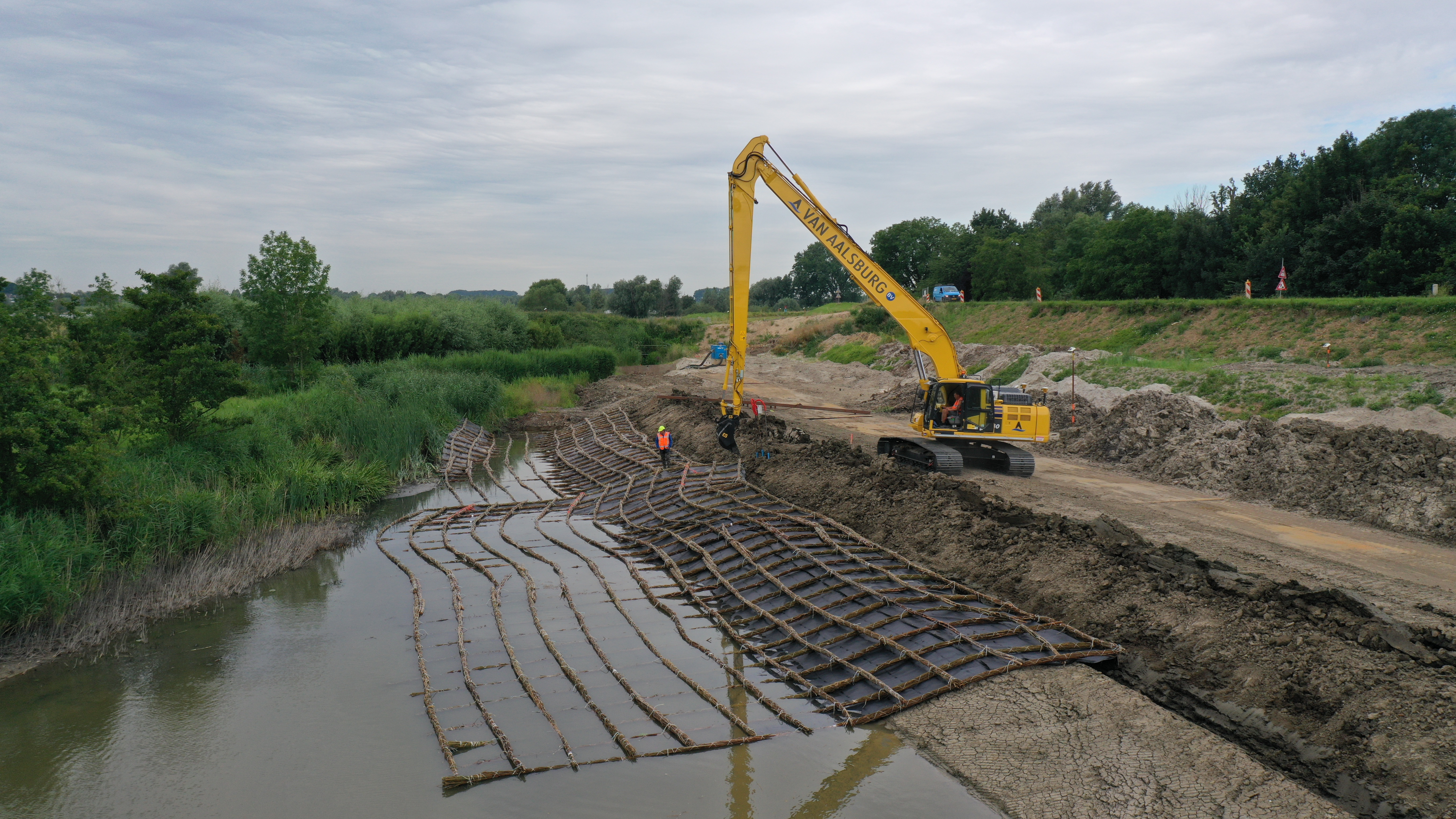
Geotextiel wordt ook voor zinkstukken gebruikt.

Geotextiel kan als funderingswapening bij asfaltverharding, straatsteenverharding of een onverharde wegconstructie om verschillende redenen worden toegepast:
- realisatie van meer draagkracht;
- mogelijkheid om dunner te construeren;
- vereffenen (rest)zettingsverschillen;
- overbruggen lokale slappe gedeelten.

Geweven geotextiel kan ook worden gebruikt als funderingswapening van taluds op zachte funderingen, palen en over holle ruimtes. Ook bij versterking van dijken en oevers vindt het toepassing. Het geotextiel wordt geplaatst aan de basis van taluds om extra weerstand te bieden tegen functiestoringen, de druk te verdelen en voor overdracht van belasting bij holtes.